# Eckenmühle (Eckental)
Eckenmühle ist ein Gemeindeteil des Marktes Eckental im Landkreis Erlangen-Höchstadt (Mittelfranken, Bayern). Eckenmühle liegt in der Gemarkung Eckenhaid.

## Lage
Die ehemalige Einöde ist im Gemeindeteil Eckenhaid als Haus Nr. 32 und 34 der Schnaittacher Straße (ERH 11) aufgegangen. Sie liegt am Eckenbach, einem linken Zufluss der Schwabach. Im Osten gibt es einen kleinen Teich, im Süden einen Tennisplatz und im Südwesten einen Friedhof.

## Geschichte
Gegen Ende des 18. Jahrhunderts bestand Eckenmühle aus einem Anwesen. Das Hochgericht übte das nürnbergische Pflegamt Lauf aus. Die Dorf- und Gemeindeherrschaft und die Grundherrschaft hatte die Herrschaft Eckenhaid.
Von 1797 bis 1810 unterstand der Ort dem Justiz- und Kammeramt Erlangen. Im Rahmen des Ersten Gemeindeedikts wurde Eckenmühle dem 1808 gebildeten Steuerdistrikt Eschenau zugeordnet. Sie unterstand in der Verwaltung und Gerichtsbarkeit dem Landgericht Erlangen und gehörte spätestens mit dem Zweiten Gemeindeedikt (1818) zur Ruralgemeinde Eckenhaid im Landgericht Lauf. In der freiwilligen Gerichtsbarkeit unterstand der Ort dem Patrimonialgericht Eckenhaid.
Am 1. Juli 1972 wurde Eckenmühle im Zuge der Gebietsreform in die neu gebildete Gemeinde Eckental eingegliedert.

### Baudenkmal
- Haus Nr. 1: Mühle

### Einwohnerentwicklung
| Jahr      | 001818 | 001840 | 001861 | 001871 | 001885 | 001900 | 001925 | 001950 | 001961 | 001970 | 001987 |
| Einwohner | 4      | 6      | 6      | 4      | 10     | 9      | 6      | 4      | 8      | 8      | *      |
| Häuser    | 1      | 1      |        |        | 1      | 1      | 1      | 1      | 1      |        | *      |
| Quelle    | [ 8 ]  | [ 9 ]  | [ 10 ] | [ 11 ] | [ 12 ] | [ 13 ] | [ 14 ] | [ 15 ] | [ 16 ] | [ 17 ] | [ 18 ] |

## Religion
Der Ort ist evangelisch-lutherisch geprägt und nach St. Bartholomäus (Eschenau) gepfarrt. Die Katholiken sind nach St. Walburga (Kirchröttenbach) gepfarrt.